# Assunta Spina (film 1930)
Assunta Spina è un film muto del 1930 diretto da Roberto Roberti.